# Arona (Tenerife)
Arona is een gemeente in de Spaanse provincie Santa Cruz de Tenerife in de regio Canarische Eilanden met een oppervlakte van 82 km². Arona telt 79.172 inwoners (1 januari 2016). De gemeente ligt op het eiland Tenerife. De bekendste badplaatsen in de gemeente zijn Playa de las Américas (gedeeltelijk ook in Adeje) en Los Cristianos.

## Demografische ontwikkeling
Bron: INE; 1857-2011: volkstellingen

## Deelgemeenten
- Cabo Blanco
- La Camella
- Los Cristianos
- Playa de las Américas
- Palm-Mar
- Costa del Silencio
- Chayofa
- Cho
- Guargacho
- Guaza
- El Fraile
- Parque la Reina
- Las Galletas
- Buzanada
- Arona
- Valle San Lorenzo
- La Sabinita

Adeje · Arafo · Arico · Arona · Buenavista del Norte · Candelaria · Costa del Silencio · Fasnia · Garachico · Granadilla de Abona · La Guancha · Guía de Isora · Güímar · Icod de los Vinos · La Matanza de Acentejo · La Orotava · Puerto de la Cruz · Los Realejos · El Rosario · San Cristóbal de La Laguna · San Juan de la Rambla · San Miguel de Abona · Santa Cruz de Tenerife · Santa Úrsula · Santiago del Teide · El Sauzal · Los Silos · Tacoronte · El Tanque · Tegueste · La Victoria de Acentejo · Vilaflor de Chasna